# Vidette Lake
Vidette Lake är en sjö i Kanada.   Den ligger i provinsen British Columbia, i den södra delen av landet, 3 300 km väster om huvudstaden Ottawa. Vidette Lake ligger 889 meter över havet.
I omgivningarna runt Vidette Lake växer i huvudsak barrskog. Trakten runt Vidette Lake är nära nog obefolkad, med mindre än två invånare per kvadratkilometer.